# Château Champlain
El Montreal Marriott Château Champlain Hotel, comúnmente conocido como Château Champlain, es un hotel histórico ubicado en Montreal, Quebec, Canadá, con vista a la Place du Canada, en 1050 Calle de la Gauchetière.

## Historia
Inaugurado el 11 de enero de 1967, CP Hotels construyó el Château Champlain para dar cabida a las multitudes que visitaban la Expo 67. En ese momento era el hotel más alto de Canadá. El presidente de Canadian Pacific Railways, Buck Crump, propuso nombrar el hotel en honor al explorador y fundador de la ciudad de Quebec y Nueva Francia, Samuel de Champlain. Canadian Pacific vendió el hotel en 1995 y se unió a la cadena de hoteles Marriott. En 2018, el hotel fue comprado por Tidan Hospitality and Real Estate Group por 65 millones de dólares.

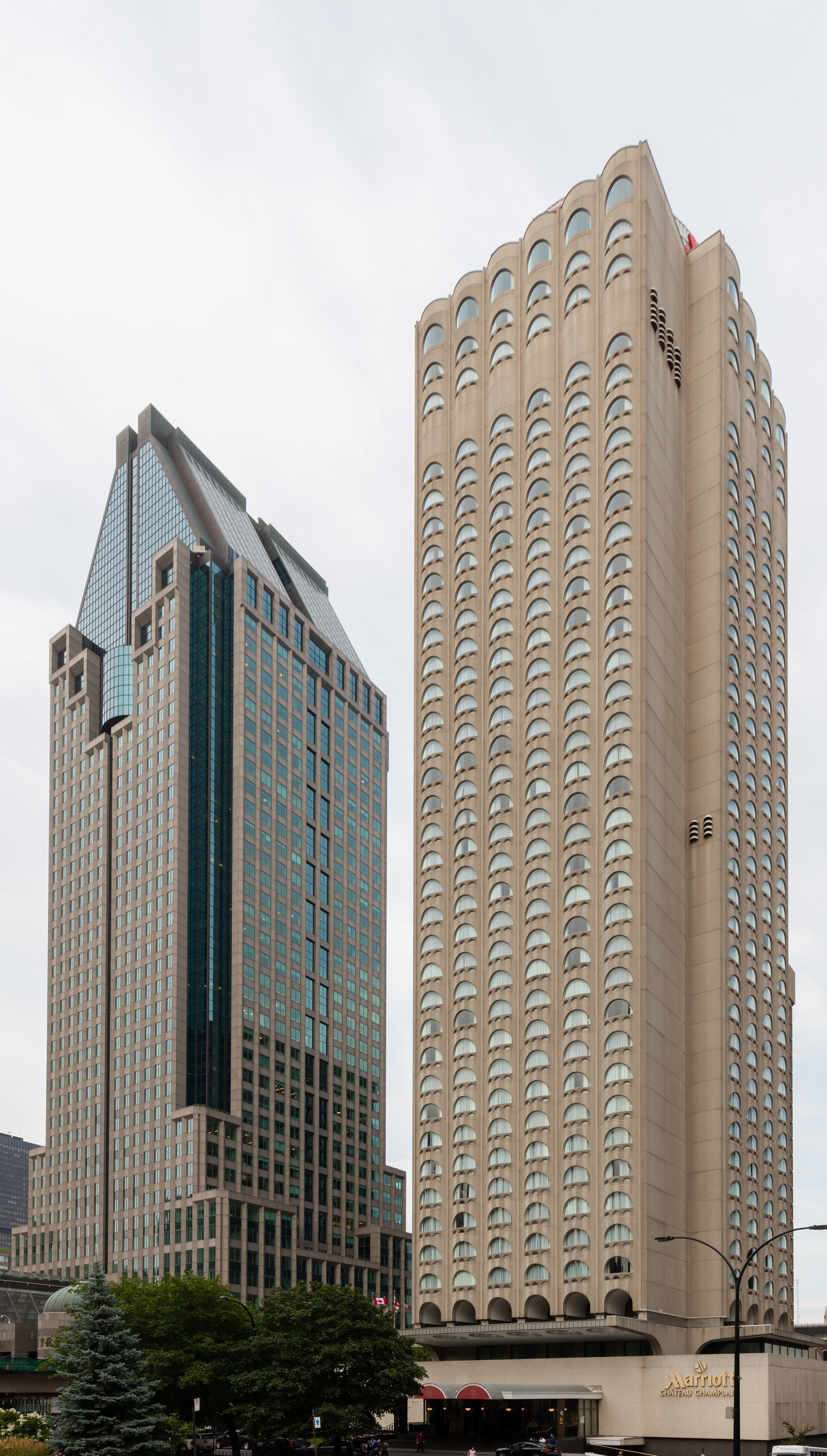
Vista del Château Champlain junto al 1000 De La Gauchetière.

El hotel tiene 139 metros de altura con 40 pisos y fue diseñado por los arquitectos de Quebec Roger D'Astous y Jean-Paul Pothier. Las ventanas en forma de arco fueron diseñadas por los diseñadores para complementar los arcos neorománicos de la cercana Estación Windsor, otra propiedad de Canadian Pacific. D'Astous fue alumno de Frank Lloyd Wright, y los arcos del Château Champlain también se han citado como similares a los utilizados en la última comisión de Wright, el Marin County Civic Center. Sin embargo, las aberturas arqueadas han llevado a algunos a apodar el edificio como el "rallador de queso".